# Os Chotos
Os Chotos es un grupo de folk aragonés, fundado en el año 2000, en el pueblo de Embún (Val d'Echo - Uesca - Aragón). 
Finalistas como Jacetanos del Año (2003), en el 2017 una de sus canciones (Son d'Embún) fue nominada finalista en los Premios de la Música Aragonesa como Mejor Canción en Lengua Aragonesa.

## Historia
OS CHOTOS nacen hace 20 años a partir del grupo de músicos que acompañaba a Lo Palotiau d'Embún. El nombre del grupo hasta el año 2010 fue A Ronda d'os Chotos d'Embún.
Sus señas de identidad han sido siempre la reivindicación ante los problemas sociales y políticos del Alto Aragón, (turismo desmesurado, trabajo, urbanismo, corrupción…) su posicionamiento en contra de los pantanos y el compromiso con el aragonés.
El sentido del humor y la ironía junto con la utilización del aragonés en sus letras, son una constante y una clara declaración de intenciones; con una gran carga social y poética hace de sus canciones un arma que se posiciona con la cultura de la denuncia en la música.
En su música, los instrumentos tradicionales (acordeón diatónico, cuerdas, dulzaina, gaita, salterio...) son aplicados a estilos tan diversos como tango, rumba, pasodoble, polka, ragtime, jazz, ranchera o rock & roll...
Tienen editados seis discos (L'Arco San Chuan, Taratita, Abril ye transparent, Biellos Tiempos, Cadenzias y Biellos tiempos). Otros discos en los que han intervenido son: El agua para las ranas. Canciones por la dignidad de la montaña, Allá donde vivía, rancheras y corridos en el Pirineo, A tus brazos otra vez (Corridos y rancheras en el Pirineo), A ixena 2, Canto a la libertad. Un himno para un pueblo, Compartiendo. Música aragonesa para Kami (Bolivia), Brigadas intergeneracionales per la recuperació de la Memòria Històrica, Brigada Intergeneracional per la recuperació de la Memòria Històrica (80 anys de ferida oberta) y Flamas de Olga y los ministriles.
Os Chotos han rondado por innumerables pueblos de Aragón y han participado en festivales como Barnasasnts, Tradicionàrius, PIR, Aragón Tierra Abierta, Servitas Nuei, Festival Folk de Chiprana, Festival Castillo de Ainsa...

## Componentes
Miguelé Abadías (Gaita aragonesa, trompa de la Ribagorza, dulzaina, whistle y voz) Es miembro de Los Gaiteros de Graus y de Chundarata!
Daniel Farran (Percusión y laúd) Formado como baterista y percusionista, actualmente participa como músico en los espectáculos de Camut Band Junior, Xarop de Canya, AYDE y Companyia Dani Caracola. Anteriormente ha participado en proyectos musicales cómo UMA, Orquestra Sant Celoni, Caliuada, Graiatus, Folk Laietà, Sübitus, Dani Caracola & Barsiluna Agraw Project, Ministrers de l'Aixada y Meraki Trio.
Dani Caracola (Bajo, cuerdas y voz) Cantautor y dedicado a la enseñanza musical, con más de 20 años dedicado a la música, esta implicado en varios proyectos, entre los que destacamos: Brigadas Intergeneracionales (en el que aglutina a un gran número de artistas alrededor de la Memoria Histórica), Dani Caracola & La Banda de Ida y Vuelta, en un espectáculo en el que se repasa la cultura musical a través del planeta.
Santi Manresa (Batería y percusión) Estudió cajón Flamenco con Juan Flores, congas con el gran Maestro King, y se perfecciona con Viçens Soler. Ha grabado discos con Gollum Friends, As-amb-la-i. Es miembro de la Always Drinking Marching Band y la Familia RústiKa. Colabora  con grupos de música tradicional cubana como Alexis Echevarría y La Banda del Sr. Sandunga, con Tierras y con Chez Pacheco.
Kike Ubieto (Acordeón diatónico, guitarra, dulzaina, armónica y voz) Ha pasado por varias formaciones de pop y rock y ha formado parte parte de varias orquestas de baile. Junto con los músicos que acompañan al Palotiau d'Embún funda A Ronda d'os Chotos Embún; en solitario, proyecta su faceta de canción de autor habiendo editado dos discos (Pan y Circo y Argos).
Diego Zaldívar  (Piano, sintetizadores, melodión y voz) Obtiene en 2003 el premio Octubre a la musica ciudadana, que le permitió gravar un disco junto a Litto Nebbia y otros referentes del rock, folklore y tango argentinos. Estudió composición y piano en el CEAMC, IUNA, Manuel de Falla y la EMPA (Buenos Aires). Como cantautor editó tres discos con sus proyectos Plácido Carmesí, Zaldivar Enjambre y solista. Su treballo en bandas sonoras orquestales para videojuegos le llevó en 2013 a Montreal (Quebec, Canadá) donde residió y compuso la musica para más de 50 videojuegos. En Argentina, Espanya, Canadá y China ha colaborau con numerosos artistas como instrumentista, compositor, arreglaste, productor y escritor de canciones.

## Discografía
- L'Arco San Chuan (2002, con el nombre de A Ronda d'os Chotos d'Embún)
- Taratita (2005, con el nombre de A Ronda d'os Chotos d'Embún)
- Abril ye transparent (2010)
- Biellos Tiempos (2016)
- Cadenzias (2018)
- Plantando fuerte (2023)

## Colaboraciones
- A Ixena 2.
- El agua para las ranas. Canciones por la dignidad de la montaña.
- Allá donde vivía (Corridos y rancheras en el Pirineo)
- A tus brazos otra vez (Corridos y rancheras en el Pirineo)
- Compartiendo. Música aragonesa por Kami.
- Canto a la Libertad. Un himno para un pueblo.
- Brigada Intergeneracional para la recuperación de la Memoria Histórica (1).
- Brigada Intergeneracional para la recuperación de la Memoria Histórica (2).
- Flamas d’Olga y los ministriles.